# Naoto Hikosaka
Naoto Hikosaka (彦坂直人?; Nagoya, 17 marzo 1962) è un goista giapponese.

## Biografia
Imparò il Go da bambino e studiò come allievo del sensei Toshio Sakai a partire dal 1974. Due anni dopo, a 14 anni, divenne professionista presso la sezione del Chubu della Nihon Ki-in. Nel 1992 ha raggiunto il massimo grado di 9º dan.

## Palmares
| Torneo              | Vittorie | Finalista      |
| ------------------- | -------- | -------------- |
| Jūdan               | 1 (1998) | 1 (1999)       |
| Okan                |          | 2 (1996, 2003) |
| Kakusei             |          | 1 (2000)       |
| Shin-Ei             |          | 1 (1988)       |
| Coppa Teikei Legend | 1 (2025) |                |
| Totale in carriera  |          |                |
| Totale              | 2        | 5              |